# المجلس الأعلى في قرغيزستان
المجلس الأعلى في قرغيزستان (بالقيرغيزية: Кыргыз Республикасынын Жогорку Кеңеши )‏ هو الهيئة التشريعية في قرغيزستان، ويتكون من 90 مقعداً.